# Gerygone sulphurea
Gerygone sulphurea е вид птица от семейство Acanthizidae.

## Разпространение
Видът е разпространен в Бруней, Индонезия, Малайзия, Сингапур, Тайланд и Филипините.